# Wendell Lages
Wendell Lauande Fonseca Lages Barbosa, conhecido por Wendell Lages, é um político brasileiro filiado ao Partido da Mobilização Nacional, eleito deputado estadual do Maranhão em 2018

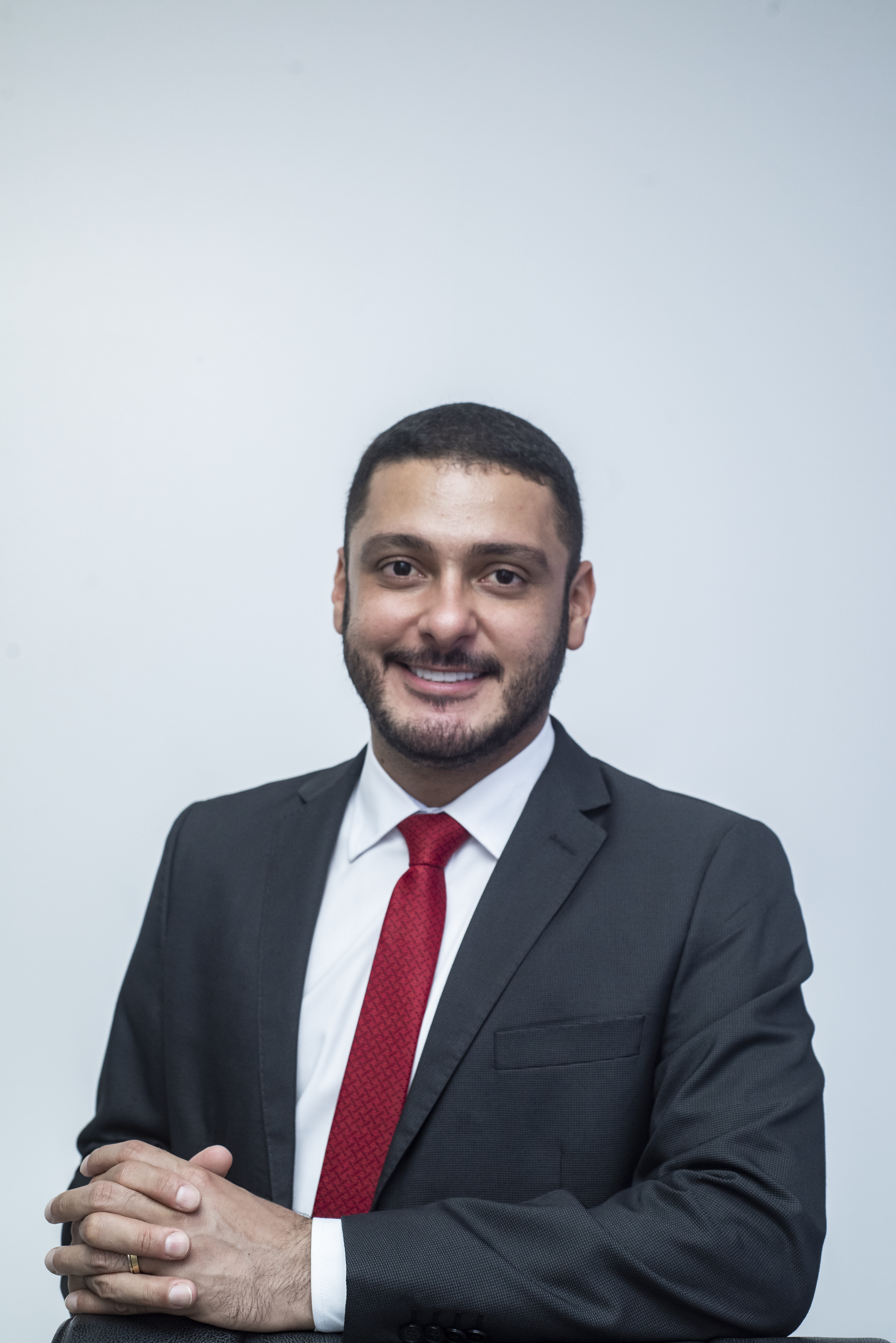